# Macky Kasper
Macky Kasper (* 17. Februar 1922 in Breslau; † 14. April 1968 in Berlin) war ein deutscher Jazztrompeter und Orchesterleiter.

## Leben und Wirken
Kasper begann als Saxophonist, bevor er zur Trompete wechselte. Er spielte zunächst bei Hans Sandberg, bevor er bei Benny de Weille, Heinz Burzynski und Lutz Templin auftrat. 1942 und 1943 gehörte er zum Orchester Hans-Georg Schütz. Nach Rückkehr aus dem Krieg spielte er bei Lubo D’Orio, ab  1946 im Radio Berlin Tanzorchester; 1947 nahm  er mit Willi Stankes Orchester auf. Im Jahr 1948 wechselte er zu Werner Müller ins neugegründete RIAS Tanzorchester. Er zeigte „vor allem durch ganzkörperlichen Einsatz“, dass er „hot“ spielte, und erlangte „dadurch große Beliebtheit beim Publikum.“
Später leitete er eigene Bigbands, mit denen er Swing-, Schlager- und Tanzmusik präsentierte und Stars wie Mona Baptiste begleitete. Er nahm unter eigenem Namen für EMI und Ariola (Wir wollen niemals auseinandergehn) auf, aber auch mit Werner Müller (All the Things You Are; Trumpet Boogie), Walter Dobschinski (Hello Mr. Bebop), Kurt Henkels (Nordlicht-Melodie), Lionel Hampton (The Mess Is Here), Kurt Abraham, Omar Lamparter, Kurt Widmann und Marcel Simonet. Nach Jürgen Wölfer galt er zeitweise als der „deutsche Harry James“. Kasper war zudem in Filmen zu sehen, darunter 1954 als Musiker in An jedem Finger zehn.
Der Gitarrist Harry-James Kasper ist sein Sohn.

## Lexikalische Einträge
- Jürgen Wölfer: Jazz in Deutschland. Das Lexikon. Alle Musiker und Plattenfirmen von 1920 bis heute. Hannibal, Höfen 2008, ISBN 978-3-85445-274-4.